# Hanța, Bacău
Hanța este un sat în comuna Podu Turcului din județul Bacău, Moldova, România.